# Priazowskij Kraj
Priazowskij Kraj (ros. Приазовский Край) — gazeta rosyjskа, która wychodziła w Rostowie nad Donem w latach 1891–1920. Została założona przez S. Arutiunowa (ros. С. Арутюнов). Najbardziej wpływowe pismo w Obwodzie wojska Dońskiego w tym czasie. Trzymała się liberalnego kierunku. Wśród innego, drukowała też w przekładzie utwory polskich pisarzy (np. B. Prusa) oraz informacje o życiu publicznym i kulturalnym polskiej kolonii w Rostowie. Przestała ukazywać się, gdy do władzy w tym regionie doszli bolszewicy.